# Mohamed Ezzarfani
Mohamed "Moha" Ezzarfani (Nador, 15 de novembre de 1997) és un futbolista professional marroquí que juga d'extrem esquerre pel CE Manresa.

## Carrera de club
Nascut a Nador, va créixer a Martorell, Catalunya, i va jugar pel CF Martorell, FP Hermes i CF Damm en categories per edats. El 28 de juliol de 2016, fa fitxar pel CF Badalona, de Segona Divisió B.
Va debutar com a sènior el 21 d'agost de 2016, com a titular, en una victòria per 1–0 a casa contra el Lleida Esportiu. Va marcar el seu primer gol el 16 d'octubre, en un empat 1–1 contra el CE Alcoià, i va acabar la temporada amb dos gols en 26 partits disputats.
El 17 de juliol de 2017, Moha va signar contracte per dos anys amb el FC Barcelona traspassat per 10,000 euros; inicialment va jugar amb el FC Barcelona B també de Segona B. L'11 d'agost, de tota manera, fou cedit a l'Hèrcules CF per un any.
El 30 d'agost de 2018, després de tornar de la cessió, Moha acabà el contracte amb el Barça, i en va signar un altre per dos anys amb el RCD Espanyol B l'endemà. El següent 24 de maig, va renovar contracte fins al 2022.
Moha va debutar amb el primer equip el 28 de novembre de 2019, entrant a la segona part en substitució d'Esteban Granero en un empat 2–2 a fora contra el Ferencvárosi TC, a la Lliga Europa de la UEFA 2019–20. Durant la temporada va jugar un partit més amb el primer equip, en què l'Espanyol va baixar a segona, i va marcar un total de 13 gols amb l'equip B.
El 9 de setembre de 2020, Moha fou cedit al CD Mirandés, de la Segona Divisió, per un any.
El 5 d'agost de 2021, Moha signa amb el CE Sabadell de la Primera RFEF.